# Taxandria linearifolia
Taxandria linearifolia är en myrtenväxtart som först beskrevs av Dc., och fick sitt nu gällande namn av Judith Roderick Wheeler och Neville Graeme Marchant. Taxandria linearifolia ingår i släktet Taxandria och familjen myrtenväxter. Inga underarter finns listade i Catalogue of Life.